# Камерунско-нигерийские отношения
Камерунско-нигерийские отношения — двусторонние дипломатические отношения между Камеруном и Нигерией.  Протяжённость государственной границы между странами составляет 1975 км.

## История

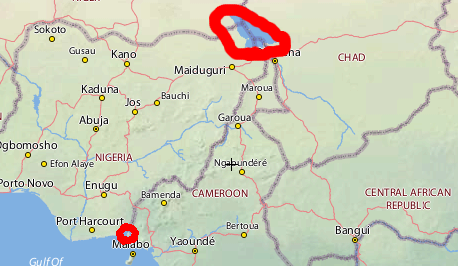
Бывшие спорные территории

В 1990-х годах между Камеруном и Нигерией ухудшились отношения. Причиной стала граница между государствами, простирающейся от озера Чад до полуострова Бакасси (полная длина границы 1600 километров). В связи с высыханием озера Чад границы начали сдвигаться. В конце 1993 года на полуострове Бакасси между странами произошёл военный конфликт. Полуостров остался за Нигерией.
Впоследствии была организована камерунско-нигерийская комиссия, на создание которой было выделено около 18 млн. долларов США. Отношения начали налаживаться. В 2003 году были окончательно установлены границы на озере Чад. С 14 августа 2008 года полуостров Бакасси принадлежит Камеруну, являясь крайней юго-западной частью департамента Ндиан Юго-Западного региона. Однако Сенат Нигерии не признаёт это решение как противоречащее конституции страны. Так же в Нигерии присутствует атташе Камеруна, на данный момент должность занимает Валере Нка.